# Małżonkowie

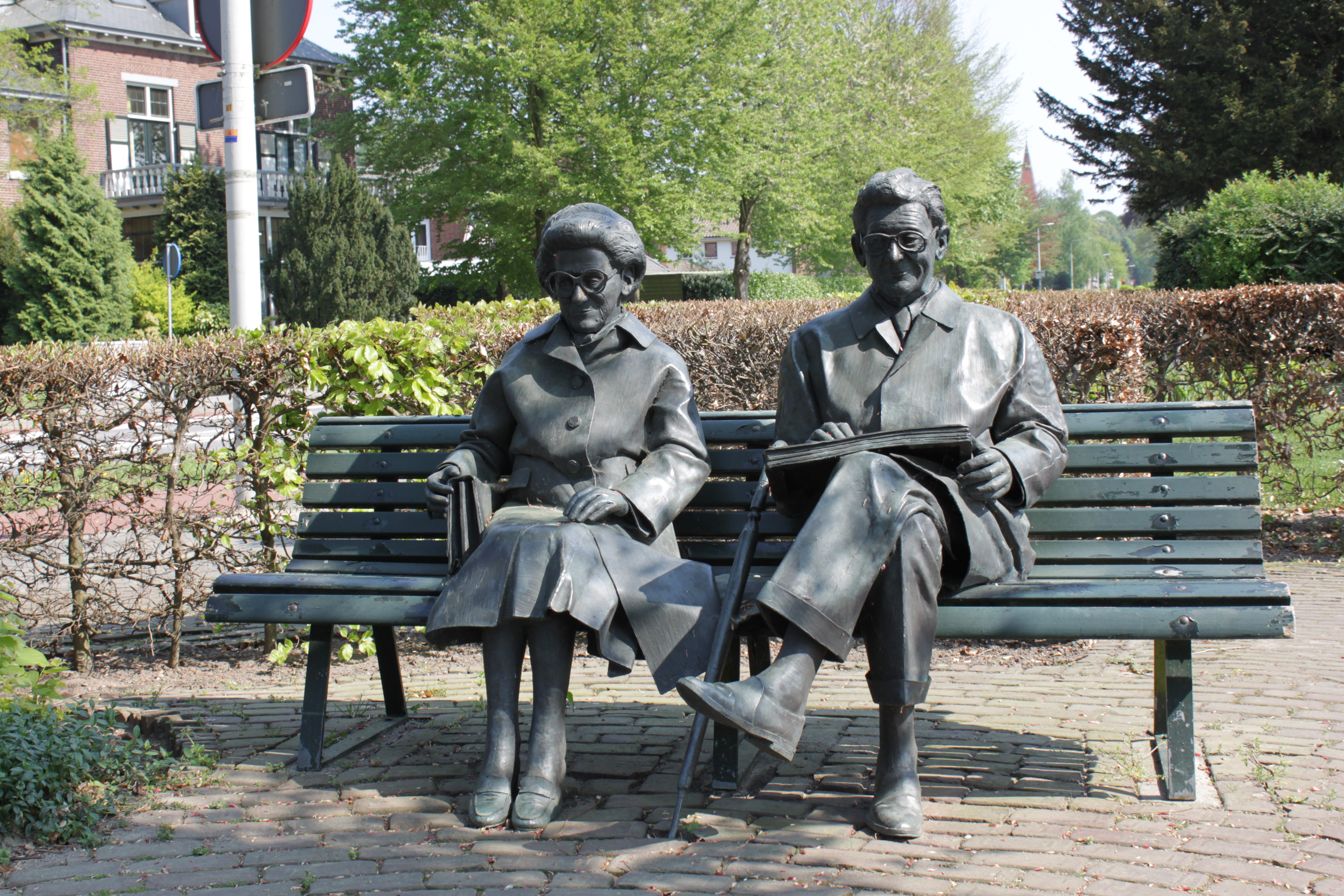
Pomnik Simona Carmiggelta i jego żony Tiny, naprzeciwko ratusza gminy Rheden: Hoofdstraat w De Steeg.

Małżonkowie – osoby, które zawarły małżeństwo: mąż (mężczyzna) lub żona (kobieta). W legislacjach wielu państw małżonków mogą stanowić jeden mężczyzna i jedna kobieta (różnopłciowi małżonkowie monogamiczni). W niektórych państwach zalegalizowano małżeństwo osób tej samej płci (małżeństwo jednopłciowe, małżeństwo homoseksualne). W niektórych krajach legalne są również małżeństwa poligamiczne i wówczas małżonków stanowią: jeden mąż z wieloma żonami (wielożeństwo, poligynia) lub rzadziej jedna żona z wieloma mężami (wielomęstwo, poliandria).
Termin współmałżonek oznacza relację jednego z małżonków wobec drugiego. Po owdowieniu mąż to wdowiec, a żona to wdowa. Po rozwodzie małżonkowie to eksmałżonkowie lub rozwodnicy.

## Referencje kulturowe

### Plemiona Celtów
Ze względu na to, że Celtowie żyli w dużej części Europy, trudno jest generalizować ich zwyczaje i tradycje. Istnieją przesłanki, by twierdzić, że Celtowie praktykowali poligamię oraz egalitaryzm i partnerstwo (mężowie i żony dzielili się dobrami). Wiadomo, że w przypadku śmierci jednego z małżonków, druga strona otrzymywała na własność wspólnie zgromadzone dobra. Prezenty ślubne były własnością kobiety jako zabezpieczenia w przypadku rozwodu. Pozycja płci w związku celtyckim była generalnie równa.
Według Arystotelesa związki homoseksualne u Celtów były szanowane oraz uznawane (starożytni Grecy mieli kontakt z Celtami).

### Plemiona Słowian
Niewiele wiadomo o związkach wczesnych Słowian. Wiadomo jednak, że związki formalne Słowian były oparte na egzogamicznych klanach, przy czym związanie się z kimś nie oznaczało wykluczenia z klanu urodzenia, w przeciwieństwie do większości grup indoeuropejskich.
Nie wiadomo dokładnie, jaki stosunek do związków osób tej samej płci mieli dawni Słowianie.

### Małżonkowie w Biblii

#### Mąż w Biblii
Według Starego Testamentu, mąż to mężczyzna żyjący z kobietą w związku małżeńskim. W Biblii odpowiedniki tego słowa — hebrajski (’isz) i grecki (anér) — oznaczają "człowieka; mężczyznę". W odniesieniu do męża używane są także inne słowa hebrajskie: ’adòn ("pan"), bá‛al ("właściciel; pan") oraz réa‛ ("towarzysz; przyjaciel"). W Izraelu "mężem" nazywano również mężczyznę zaręczonego, a jego narzeczoną określano mianem "żony".
W czasach patriarchów mąż i ojciec był kapłanem oraz sędzią swej rodziny, a w całych dziejach opisanych w Biblii nieodmiennie cieszył się głębokim szacunkiem.

#### Żona w Biblii
Według Biblii, żoną jest kobieta pozostająca z mężczyzną w związku małżeńskim. Hebrajski wyraz ’iszszáh (dosł. "żeński człowiek") odnosi się zarówno do "kobiety", jak i do "żony", którą nazywano też "własnością męża". Greckie słowo γυνή (gyné) także może oznaczać "żonę" oraz ogólnie "kobietę".

## Pochodzenie wyrazu "żona"

### Język polski
Słowo żona ma pochodzenie prasłowiańskie od słowa *žena, które z kolei ma źródło w praindoeuropejskim morfemie *gwen (*gʷenā). Są to słowa oznaczające kobietę, wiązane ze słowem oznaczającym rodzić. Praindoeuropejskie gʷ uległo palatalizacji do ž. Ten sam źródłosłów mają takie słowa z innych języków indoeuropejskich, jak angielskie queen (królowa), staroirlandzkie ben (kobieta), gockie qinō (kobieta, żona) i in.
Przed rekonstrukcją praindoeuropejskiego źródłosłowu, pochodzenia słowa żona doszukiwano się w staropolskim żonąć, mającym oznaczać 'gnać', 'zająć', 'pędzić', 'porwać'. Zygmunt Gloger w „Encyklopedii staropolskiej ilustrowanej” podaje: mówiono np.: „pasterze żoną trzody z pastwisk”, – „śmierć tak dobrego jak złego jedną drogą żenie”, – „wicher deszcz żenie”, – „rzeka z gór żenie” (rwie, płynie raptownie). Stąd powstał u pierwszych Lechitów wyraz żona, oznaczający niewiastę porwaną, pochwyconą, przygnaną w małżeństwo, jak to było obyczajem narodowym u starożytnych Słowian. Stanowisko kobiety i żony w dawnej Polsce było takie samo jak u ludów zachodniej Europy a o całe niebo różniące się w pojęciach od obyczaju Słowian wschodnich i południowych.